# Bolívar (moneda)
El bolívar  (símbolo: Bs.; código ISO 4217: VED)  es la moneda de curso legal de Venezuela desde el año 1879, que ha tenido varias redenominaciones en los últimos veinte años.
Debido a la hiperinflación que sufre el país y la consiguiente devaluación del bolívar desde 2007 hasta 2021 se han eliminado catorce ceros de su denominación; es decir, su valor se dividió por cien billones (1014). Con cada desplazamiento del separador de decimales se han impreso nuevas versiones de los billetes y se le ha agregado un diferente adjetivo a la divisa. 
El bolívar viejo, o simplemente bolívar (Bs.), circuló entre 1879 y 2007. El bolívar fuerte (Bs.F) circuló entre 2007 y agosto de 2018; con este se eliminaron los primeros tres ceros. El bolívar soberano (Bs.S) circuló entre 2018 y 2021; con este se eliminaron cinco ceros más; a partir de febrero de 2019 se le denominó simplemente bolívar (Bs.) sin cambiar su valor. Este fue sustituido a partir del 1 de octubre de 2021 por el llamado bolívar digital (Bs.D), aunque su denominación sigue siendo simplemente bolívar (Bs.). El valor del bolívar digital se obtiene eliminando seis ceros (dividiendo el valor por un millón) al bolívar soberano.
El bolívar fue establecido en 1879 como unidad monetaria por el presidente Antonio Guzmán Blanco, llevando el apellido de  Simón Bolívar, héroe de la independencia venezolana. La Constitución establece que la unidad monetaria es el bolívar (artículo 318) y delega en el Banco Central de Venezuela (BCV) su emisión y control. El BCV acuña las monedas e imprime los billetes en su propia Casa de la Moneda (ubicada en Maracay, Estado Aragua) y tiene la obligación de velar por la estabilidad monetaria, entre otras atribuciones que le confiere la Carta Magna. Dicho artículo establece, además, que Venezuela podrá tener una moneda común en Latinoamérica y el Caribe siempre y cuando la República se suscriba a un tratado.

## Historia

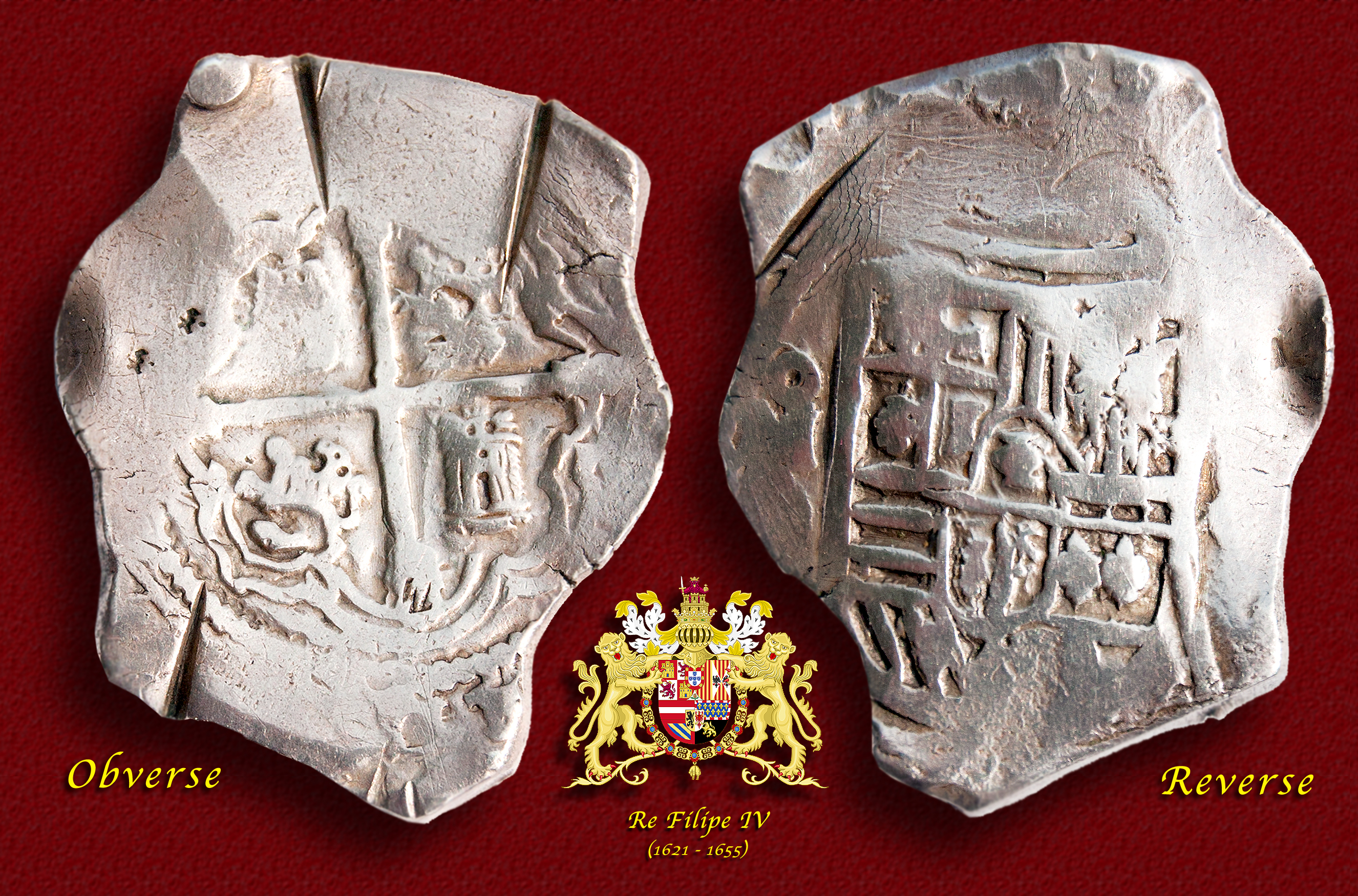
Macuquina de plata con valor de 8 reales

Los colonizadores trajeron las monedas resultantes de la Pragmática de 1497, reforma monetaria implantada por los Reyes Católicos, las cuales eran hechas con plata y oro provenientes de América y prohibieron la acuñación en ese continente por temor a la corrupción. Sin embargo en 1535 fue fundada la Casa de Moneda de México y al año siguiente comenzaron a emitir las macuquinas con valores de 1/2, 1 y 2 reales. La historia de la moneda en Venezuela se puede decir que inicia en el siglo XVIII cuando fueron traídas diversos tipos de moneda debido al comercio de la Compañía Guipuzcoana, establecida en 1730, incluyendo dichas macuquinas. Durante el reinado de Felipe V, en 1732, se ordenó la mecanización de las cecas, lo que condujo a un mejor acabado, produciendo un tipo de moneda llamado columnario. En 1754 Fernando VI ordenó la prohibición de circulación de monedas acuñadas en España en territorio americano lo que supuso una seria escasez de efectivo. Debido a la costumbre de la población de recortar metal precioso de los bordes de las macuquinas para beneficio propio, en 1789 fue prohibida su circulación en Venezuela.

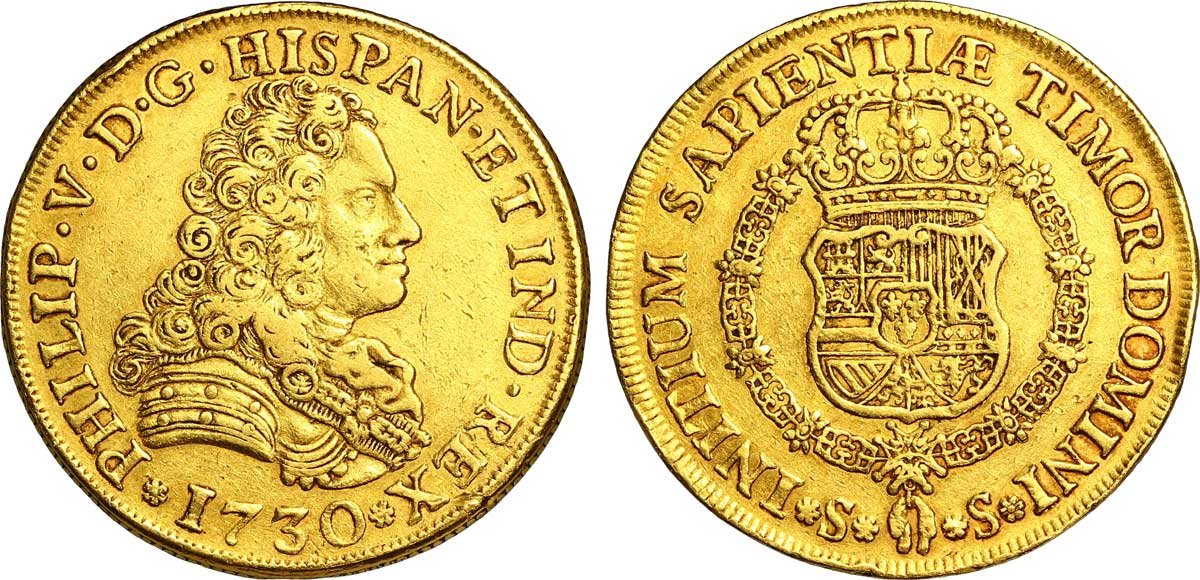
8 Escudos de oro con la efigie de Felipe V.

 Los columnarios carecían de estos defectos en los bordes por lo que siguieron circulando hasta 1811, cuando cecas provinciales patriotas en Barinas y Margarita reacuñaron las monedas realistas. Dichas monedas fueron llamadas reales venezolanos.

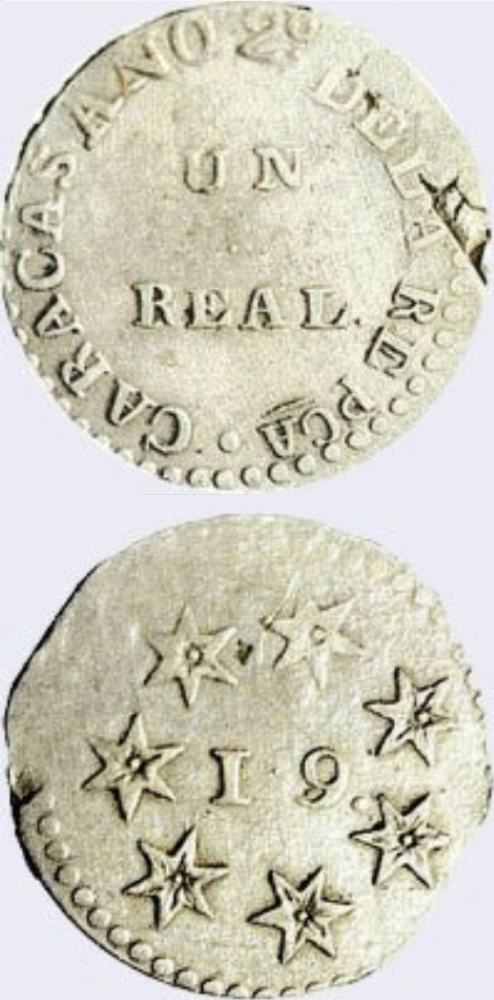
1 Real venezolano: Anverso: 19 (de abril de 1810) rodeado por siete estrellas, reverso: valor facial en el centro UN / REAL con leyenda y fecha alrededor "CARACAS AÑO 2 DE LA REP(ÚBLI)CA" (Caracas,1812)

En un intento por controlar las divisas usadas en el país durante el tiempo de la independencia se crearon varias monedas. La primera de estas fue el «peso venezolano», en el año de 1811. Posteriormente, después de varios cambios políticos, en 1876 se logró crear una moneda única para todo el país, que fue bautizada como el venezolano, y que duró poco tiempo, siendo sustituida por el Bolívar mediante la Ley de Monedas promulgada el 31 de marzo de 1879.[cita requerida] Sin embargo la primera moneda con la efigie estilizada de Simón Bolívar en el anverso fue lanzada en 1873 y fue diseñada por el grabador francés Albert Désiré Barré. El escudo de la República de Venezuela estaba en el reverso y este diseño se ha mantenido hasta el presente, con algunas modificaciones de estilo.

## Casa de la moneda

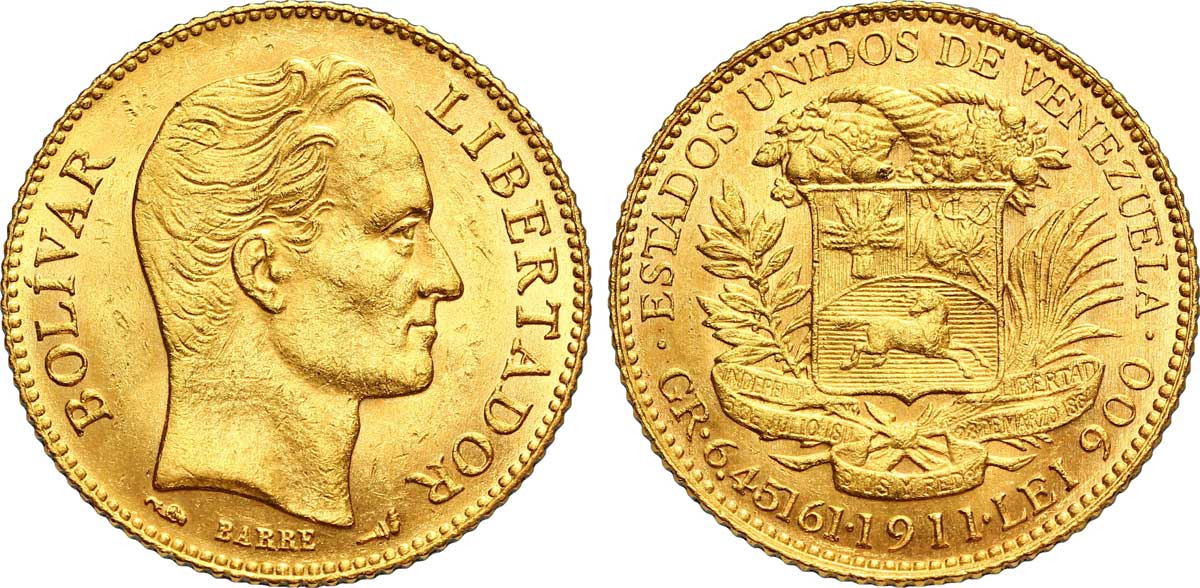
Moneda de oro con valor facial de 20 bolívares del año 1911, pureza de ley 900, con la efigie del Libertador.

La primera casa de moneda fue inaugurada el 16 de octubre de 1886, por el entonces presidente Antonio Guzmán Blanco con el nombre de Casa de la Moneda de Caracas. Ese año, se le obsequió a Guzmán Blanco la primera moneda de oro de 100 bolívares (una fortuna para la época), llamada popularmente "Pachano", refiriéndose al nombre del primer director de la Organización, General Jacinto Regino Pachano.
En 1890 esta instalación fue cerrada por orden del Congreso debido a las protestas de los comerciantes por la puesta en circulación de más monedas de las establecidas por las leyes, lo que generó desajustes en las finanzas. Ante esta situacuón, el Gobierno las instalaciones de la Casa de Moneda y pasó a ser el responsable del cuño nacional. A partir de ese año, se decidió que las monedas y billetes venezolanas volvieran a ser fabricadas en el exterior y el país pasó a depender de su fabricación en Inglaterra, Estados Unidos, Alemania y Dinamarca. Las acuñaciones e impresiones que eran ordenadas por diferentes bancos privados y con la autorización siempre por del Gobierno nacional.[cita requerida] En 1940 se creó por ley el Banco Central de Venezuela el cual, entre otras atribuciones, tomó el control de la impresión y creación de billetes y monedas de curso legal y obligatoria aceptación, pero se siguieron fabricando en el extranjero.
A partir de entonces, con sus diversas variantes en valores faciales, pesos y dimensiones, las monedas se fabricaron con una aleación de plata conocida como Ley 900. En el año 1967, debido al encarecimiento de este metal, se fabricaron con base a una aleación de acero al níquel. Los billetes, mientras tanto, se imprimieron con papeles de seguridad especiales con fibra de algodón, a los que se fueron incorporando elementos de seguridad para evitar la falsificación.
En 1983 se retomó la idea de volver a acuñar e imprimir moneda en el país, si bien no fue hasta 1989 que se inició la construcción de la actual Casa de Moneda con el fin de reducir costos e imprimir los billetes, monedas y otras especies fiscales (papel sellado y timbres o estampillas fiscales) en el país.  Se construyó en la ciudad de Maracay en el estado Aragua (desde 1988 hasta 1998) donde sigue la actual sede de la Casa de la Moneda, la cual inició sus operaciones en 1999, incorporando al diseño de las nuevas monedas el logotipo del nuevo organismo. Hasta ese entonces se fabricaban en la compañía numismática BARRÉ en Francia.

## Conos monetarios
Inicialmente, todas las especies de monedas fueron acuñadas a expensas del gobierno venezolano, a excepción de los billetes cuya edición encargaban algunos bancos privados hasta la creación del Banco Central de Venezuela, mediante una ley promulgada el 8 de septiembre de 1939, durante la presidencia del general Eleazar López Contreras.

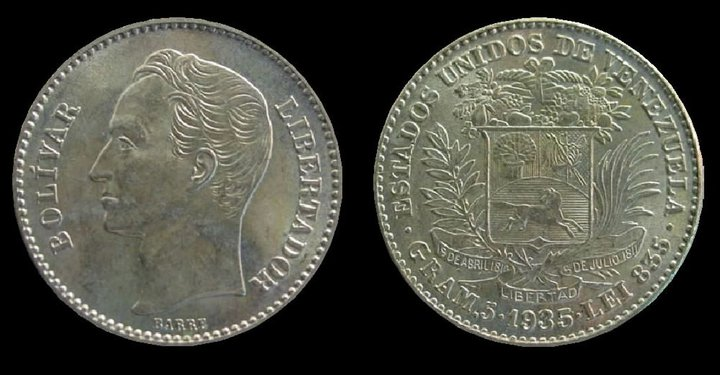
Moneda de 1 bolívar de plata de 1935.

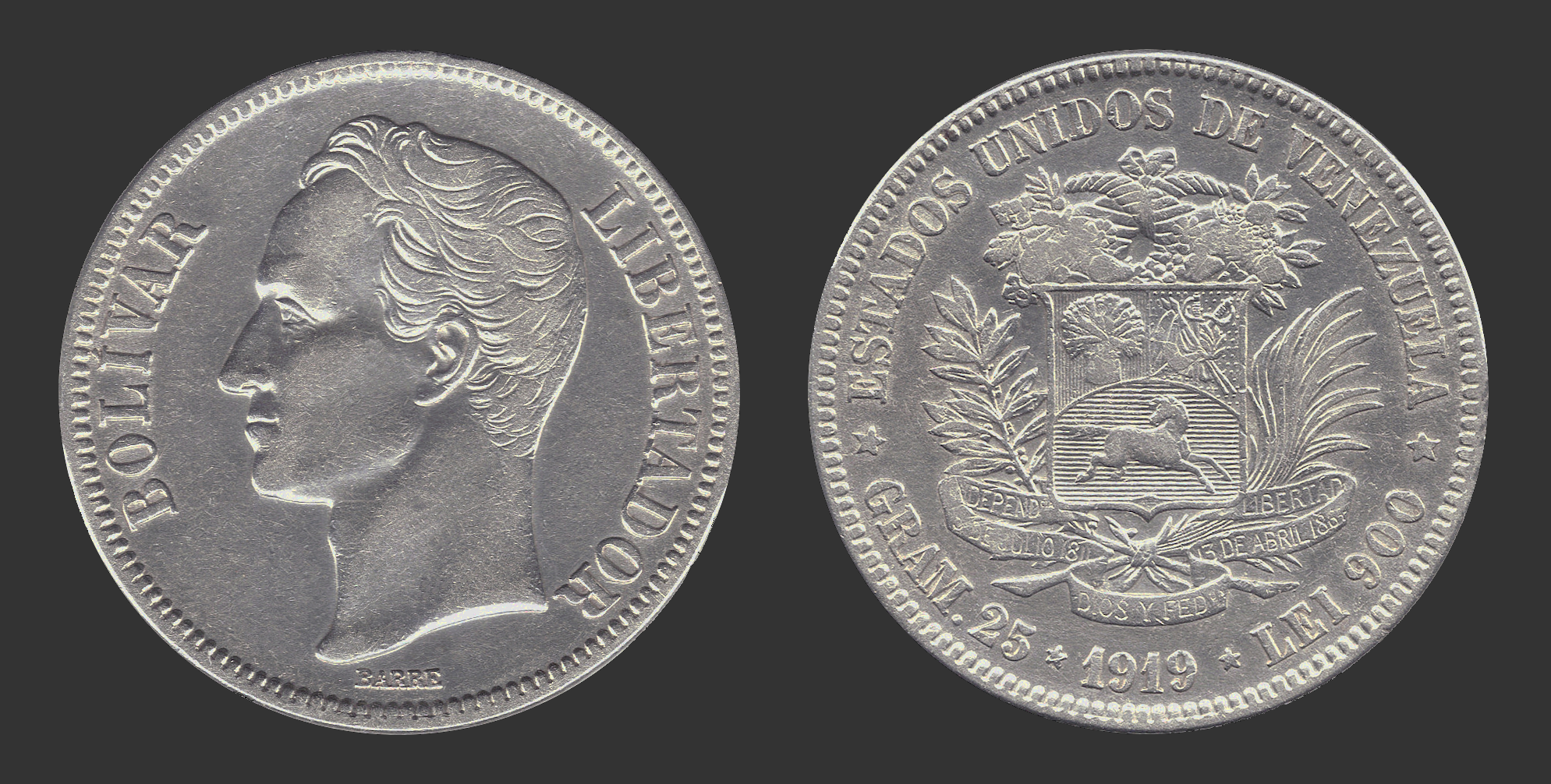
Moneda de 5 bolívares de plata de 1919.

El presidente Rómulo Betancourt devaluó el bolívar frente al dólar estadounidense hasta un valor de 4,70, y entregó el cargo con Bs. 4,30 por US$ ocasionando que el valor facial de la moneda fuera menor al valor del mineral con que estaba hecha. Todo esto, aunado al aumento internacional del precio de la plata en los mercados bursátiles, impulsó a la población a guardar las monedas de plata ya que el metal valía más que el valor facial. El 13 de diciembre de 1965, mediante ley, el gobierno de Raúl Leoni recogió los medios (Bs. 0,25) y reales (Bs. 0,50) de plata para sustituirlos progresivamente por monedas acuñadas en níquel. Sin embargo, intentó seguir acuñando las monedas de 1 y 2 Bs. en plata. Igualmente la población atesoraba dicha monedas ocasionando una escasez de sencillo a la vez que se formaban largas colas en las oficinas del Banco Central de Venezuela donde cambiaban billetes por monedas de plata de manera limitada para cada persona. Así fue como en el año de 1965 los últimos bolívares de plata fueron acuñados y no se ha vuelto a utilizar este valioso material excepto en monedas conmemorativas.
Durante 1988, se produjo en Venezuela una segunda escasez de monedas. Debido a una fuerte devaluación, el valor del material con el que estaban hechas las monedas de uno y dos bolívares (níquel) superó su valor nominal. El efecto de este fenómeno fue una masivo contrabando de extracción a los países vecinos donde se fundía y se le daba uso industrial.
En 1989, el Banco Central de Venezuela, bajo la presidencia del economista y banquero Pedro Tinoco, para paliar esta situación puso en circulación billetes de uno y dos bolívares, conocidos popularmente como “Tinoquitos” o “Billetes de Monopolio” por sus dimensiones reducidas respecto a los billetes estándares en circulación. El rápido deterioro de estos y el surgimiento de una nueva aleación económica para la fabricación de monedas hizo que su circulación se detuviera en 1990.
En 1998 se introduce un nuevo cono monetario debido al crecimiento de la inflación y la devaluación del bolívar, el cual constaba de monedas por valores de 10, 20, 50, 100 y 500 bolívares, todas ellas de color plateado con una aleación de acero chapado de cuproníquel. Un año más tarde y tras el cambio del nombre oficial del país, se vuelven a emitir con la denominación de "República Bolivariana de Venezuela". En 2002, las monedas de Bs 10 y Bs 20, de muy escaso uso, pasan a fabricarse en aluminio también con color plateado, pero mucho más ligeras.
El 4 de diciembre de 2006 entró en circulación la primera moneda con valor facial de mil bolívares (Bs. 1000,00); que a su vez es la primera moneda bimetálica en la historia de la numismática venezolana. El diámetro nominal de esta moneda era de 24 milímetros (un poco menor que la moneda de Bs. 500) y 8,5 gramos; el borde es liso con la inscripción repetida de "BCV1000" y su diseño era similar al de las actuales monedas de Bs. 1, salvo que cuenta con un anillo externo fabricado con una aleación de bronce-aluminio (cobre, aluminio y níquel) de color amarillo.
El 1 de enero de 2008 fue aplicada una reconversión monetaria que estableció el Bolívar Fuerte y durante 3 años coexisitieron ambos conos monetarios.
La devaluación del valor de los billetes a inicios del 2018 fue tal que la usaban para hacer artesanías como carteras, billeteras, sombreros y correas y eran vendidas con un mayor valor que el papel moneda que se usaba. El 20 de agosto de 2018 fue aplicada otra reconversión monetaria que estableció el bolívar soberano con coexistencia parcial con el cono monetario del Bolívar Fuerte.
Los tres conos monetarios se presentan a continuación.

## Bolívar (VEB; 1879-2007)

### Monedas
| Denominación                               | Características                                                                | Diámetro | Anverso | Reverso |
| ------------------------------------------ | ------------------------------------------------------------------------------ | -------- | --- | --- |
| 5 céntimos (conocida como "puya" o "nica") | Metal: Acero enchapado en cobre-níquel Canto: liso                             | 18 mm    | Grafila perlada con el valor facial en el centro y rodeado en la parte superior con ramas de laurel y frutillas. | Grafila perlada con escudo de armas de la República en el centro y año de acuñación.                                                    |
| 5 céntimos (conocida como "puya" o "nica") | Metal: Acero enchapado en cobre-níquel Canto: liso                             | 18 mm    | | |
| 10 céntimos                                | Metal: cobre-níquel Canto: liso                                                | 21 mm    | Grafila perlada con el valor facial en el centro y rodeado en la parte inferior con ramas de laurel y frutillas. | Grafila perlada con escudo de armas de la República en el centro y año de acuñación en la parte inferior.                               |
| 10 céntimos                                | Metal: cobre-níquel Canto: liso                                                | 21 mm    | | |
| 12,5 céntimos (conocida como "locha")      | Metal: cobre-níquel Canto: liso                                                | 23 mm    | Grafila perlada con el valor facial en el centro y rodeado en la parte inferior con ramas de laurel y frutillas. | Grafila perlada con escudo de armas de la República en el centro y año de acuñación en la parte inferior.                               |
| 12,5 céntimos (conocida como "locha")      | Metal: cobre-níquel Canto: liso                                                | 23 mm    | | |
| 25 céntimos (conocida como "medio (real)") | Metal: níquel Canto: estriado                                                  | 15 mm    | Grafila con dentelo hacia el centro con la efigie del Libertador mirando a la izquierda.                         | Grafila con dentelo orientado hacia el centro con el año de acuñación dividido a partes iguales por el escudo de armas de la República. |
| 25 céntimos (conocida como "medio (real)") | Metal: níquel Canto: estriado                                                  | 15 mm    | | |
| 50 céntimos (conocida como "real")         | Metal: níquel Canto: estriado                                                  | 20 mm    | Grafila con dentelo hacia el centro con la efigie del Libertador mirando a la izquierda.                         | Grafila con dentelo orientado hacia el centro con el año de acuñación dividido a partes iguales por el escudo de armas de la República. |
| 50 céntimos (conocida como "real")         | Metal: níquel Canto: estriado                                                  | 20 mm    | | |
| 1 Bs.                                      | Metal: Níquel Canto: estriado                                                  | 23 mm    | Efigie del Libertador mirando a la izquierda, grafila con dentelos orientados al centro.                         | Escudo de armas de la República, valor facial y año de acuñación.                                                                       |
| 1 Bs.                                      | Metal: Níquel Canto: estriado                                                  | 23 mm    | | |
| 2 Bs.                                      | Metal: Níquel Canto: estriado                                                  | mm       | Efigie del Libertador mirando a la izquierda, grafila con dentelos orientados al centro.                         | Escudo de armas de la República, valor facial y año de acuñación.                                                                       |
| 2 Bs.                                      | Metal: Níquel Canto: estriado                                                  | mm       | | |
| 5 Bs. (conocida como "un fuerte")          | Metal: Níquel Canto: estriado                                                  | 37 mm    | Efigie del Libertador mirando a la izquierda, grafila con dentelos orientados al centro.                         | Escudo de armas de la República, valor facial y año de acuñación.                                                                       |
| 5 Bs. (conocida como "un fuerte")          | Metal: Níquel Canto: estriado                                                  | 37 mm    | | |
| 10 Bs.                                     | Metal: Aluminio Canto: estriado                                                | 17 mm    | La efigie de Simón Bolívar rodeada de un borde heptagonal.                                                       | Denominación de la moneda, escudo nacional y país emisor.                                                                               |
| 10 Bs.                                     | Metal: Aluminio Canto: estriado                                                | 17 mm    | | |
| 20 Bs.                                     | Metal: Aluminio Canto: liso                                                    | 20 mm    | La efigie de Simón Bolívar rodeada de un borde heptagonal.                                                       | Denominación de la moneda, escudo nacional y el país emisor.                                                                            |
| 20 Bs.                                     | Metal: Aluminio Canto: liso                                                    | 20 mm    | | |
| 50 Bs.                                     | Metal: Acero y níquel Canto: estriado                                          | 23 mm    | La efigie de Simón Bolívar rodeada de un borde heptagonal.                                                       | Denominación de la moneda, escudo nacional y el país emisor.                                                                            |
| 50 Bs.                                     | Metal: Acero y níquel Canto: estriado                                          | 23 mm    | | |
| 100 Bs.                                    | Metal: Acero y níquel Canto: liso                                              | 25 mm    | La efigie de Simón Bolívar rodeada de un borde heptagonal.                                                       | Denominación de la moneda, escudo nacional y el país emisor.                                                                            |
| 100 Bs.                                    | Metal: Acero y níquel Canto: liso                                              | 25 mm    | | |
| 500 Bs.                                    | Metal: Acero y níquel Canto: liso y estriado                                   | 28,5 mm  | La efigie de Simón Bolívar rodeada de un borde heptagonal.                                                       | Denominación de la moneda, escudo nacional y el país emisor.                                                                            |
| 500 Bs.                                    | Metal: Acero y níquel Canto: liso y estriado                                   | 28,5 mm  | | |
| 1000 Bs.                                   | Metal: Níquel en el centro, latón en el canto Canto: liso (inscrito "BCV1000") | 24 mm    | Efigie de Simón Bolívar.                                                                                         | Denominación de la moneda, escudo nacional y el país emisor.                                                                            |
| 1000 Bs.                                   | Metal: Níquel en el centro, latón en el canto Canto: liso (inscrito "BCV1000") | 24 mm    | | |

### Billetes
| Imagen | Imagen | Denominación   | Año de emisión | Anverso                               | Reverso                                                        |
| ------ | ------ | -------------- | -------------- | ------------------------------------- | -------------------------------------------------------------- |
|        |        | 5 bolívares    | 1968 - 1989    | Simón Bolívar y Francisco de Miranda  | Panteón Nacional de Venezuela                                  |
|        |        | 10 bolívares   | 1963 - 1995    | Simón Bolívar y Antonio José de Sucre | Altar de la Patria                                             |
|        |        | 20 bolívares   | 1974 - 1998    | José Antonio Páez                     | Altar de la Patria                                             |
|        |        | 50 bolívares   | 1972 - 1998    | Andrés Bello                          | Palacio de las Academias                                       |
|        |        | 100 bolívares  | 1972 - 1998    | Simón Bolívar                         | Palacio Federal Legislativo                                    |
|        |        | 500 bolívares  | 1981 - 1998    | Simón Bolívar                         | Un ramo de orquídeas                                           |
|        |        | 1000 bolívares | 1991 - 1998    | Simón Bolívar                         | Firma del Acta de la Declaración de Independencia de Venezuela |
|        |        | 2000 bolívares | 1994 - 1998    | Antonio José de Sucre                 | Batalla de Junín                                               |
|        |        | 5000 bolívares | 1994 - 1998    | Simón Bolívar y su escudo de armas    | Pintura El 19 de Abril de 1810 de Juan Lovera                  |

|                                            |
| Anverso de billete de 10 bolívares de 1916 |

|                                            |
| Reverso de billete de 10 bolívares de 1916 |

|                                             |
| Anverso de billete de 100 bolívares de 1890 |

|                                             |
| Reverso de billete de 100 bolívares de 1890 |

## Bolívar fuerte (VEF; 2008-2018)
El 6 de marzo de 2007 el Poder Ejecutivo de la República, autorizado mediante Ley Habilitante aprobada por la Asamblea Nacional electa en 2005, dictó el Decreto n.º 5.229, con Rango, Valor y Fuerza de Ley de Reconversión Monetaria, reconversión que entró en vigencia el 1 de enero de 2008. Dicho decreto fue publicado en la Gaceta Oficial N.° 38.638, donde establece en el Capítulo II, Disposición Tercera, que la nueva unidad monetaria transitoria se denominaba “bolívar fuerte” y se podía abreviar con el símbolo “Bs. F”. Desde entonces, como parte del proceso de reconversión monetaria, se cambia la denominación, diseño y valuación del circulante.

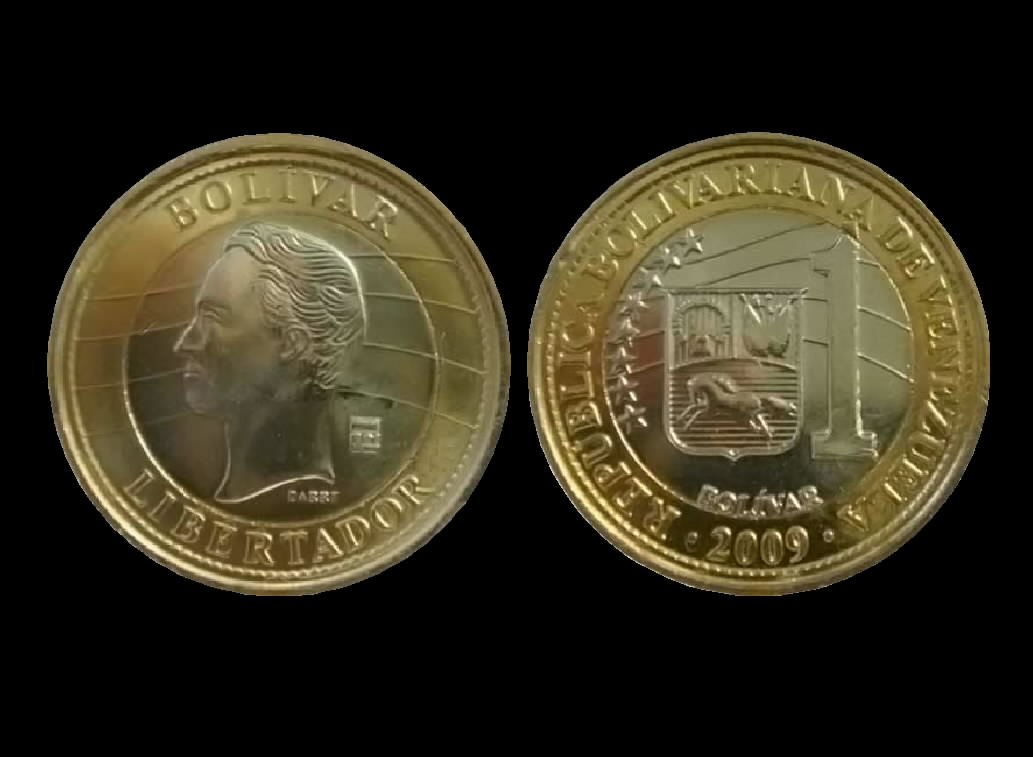
Moneda de un bolívar fuerte en 2009

Durante este período, fue permitido el curso legal de las denominaciones existente antes de la reconversión y las nuevas especies, comprendiendo que las anteriores monedas y billetes, así como cualquier otro título, efecto de comercio, imposiciones fiscales y acciones mercantiles (tales como cheques, bonos, salarios, impuestos, acciones, entre otros) debían expresarse y transarse dividiendo su valor nominal entre mil, que fue el factor de reconversión. El bolívar (Bs.) se identificaba con el código ISO VEB. El bolívar fuerte (Bs. F) fue identificado con el nuevo código ISO VEF.
Dada la circulación simultánea de especies con valores reconvertidos y no reconvertidos, el Banco Central de Venezuela asignó el nombre de Bolívar Fuerte a las nuevas unidades, resultando que la moneda fuese llamada por dos nombres a la vez: "bolívar" (a secas) para los valores no reconvertidos; y "bolívar fuerte", con código Bs. F, equivalente a Bs. 1000,00 no reconvertidos. En tal plazo, se retira de circulación (desmonetiza) las monedas y billetes no reconvertidos; y se fijó plazo para el cambio a unidades reconvertidas, de otros títulos y efectos. A partir de enero de 2012, todos los valores se expresan y transan reconvertidos y todo el circulante (monedas y billetes) y cualquier valor en moneda local es tratado como bolívares, siendo innecesario el sufijo "fuertes", de acuerdo a órdenes expresas del Banco Central de Venezuela. No obstante, cuando se necesite comparar cifras de años anteriores al 2008 se podrá utilizar con propósito de discernir e incluso el Poder Judicial sentó jurisprudencia al referirse a la moneda anterior como "bolívares históricos".

En este sentido, la ciudadanía debe tener presente que el 31 de diciembre de este año (2011) saldrán de circulación los billetes de Bs. 50.000, Bs. 20.000, Bs. 10.000, Bs. 5.000 y Bs. 1.000, así como las monedas metálicas de Bs. 1.000, Bs. 500, Bs. 100, Bs. 50, Bs. 20, Bs. 10, Bs.5, Bs.2 y Bs.1.
Prensa BCV, 31 de mayo de 2011

Entre 2008 y 2011, circulaban en Venezuela simultáneamente tanto el Bolívar (VEB), como el Bolívar Fuerte (VEF), siendo necesario reconvertir en la práctica para las transacciones mercantiles comunes, de la siguiente manera (este suceso se detuvo el 1 de enero de 2012, con un Comunicado del Banco Central de Venezuela):
Según estimaciones del director del ente emisor, la reconversión le costó al Estado Venezolano unos Bs. 700 000 000 000 (Setecientos mil millones) de bolívares y otros Bs. 700 000 000 000 (Setecientos mil millones) para el resto de los agentes económicos del país, convirtiendo su precio a la nueva moneda serían 700 millones de Bs. F y en dólares para aquel momento equivalía a alrededor de 322 000 000 (trescientos veintidós millones) de dólares.[cita requerida]
| VEB | 1 Bs.           | 2 Bs.           | 5 Bs.           |
| VEF | sin equivalente | sin equivalente | sin equivalente |

| VEB | 10 Bs.    | 50 Bs.     | 100 Bs.     | sin equivalente | sin equivalente | 500 Bs.     | 1 000 Bs. | sin equivalente | 50 000 Bs. | 100 000 Bs. |
| VEF | 1 céntimo | 5 céntimos | 10 céntimos | 12½ céntimos    | 25 céntimos     | 50 céntimos | 1 Bs.F.   | 10 Bs.F.        | 50 Bs.F.   | 100 Bs.F.   |

| VEB                               | VEF                              |
| --------------------------------- | -------------------------------- |
| 1000 Bs.                          | sin equivalente (solo en moneda) |
| 2000 Bs.                          | 2 Bs.F.                          |
| 5000 Bs.                          | 5 Bs.F.                          |
| 10 000 Bs.                        | 10 Bs.F.                         |
| 20 000 Bs.                        | 20 Bs.F.                         |
| 50 000 Bs.                        | 50 Bs.F.                         |
| sin equivalente (100 000 Bs.)     | 100 Bs.F.                        |
| sin equivalente (500 000 Bs.)     | 500 Bs.F.                        |
| sin equivalente (1 000 000 Bs.)   | 1000 Bs.F.                       |
| sin equivalente (2 000 000 Bs.)   | 2000 Bs.F.                       |
| sin equivalente (5 000 000 Bs.)   | 5000 Bs.F.                       |
| sin equivalente (10 000 000 Bs.)  | 10 000 Bs.F.                     |
| sin equivalente (20 000 000 Bs.)  | 20 000 Bs.F.                     |
| sin equivalente (100 000 000 Bs.) | 100 000 Bs.F.                    |

### Billetes
Los billetes del bolívar se presentaban en denominaciones de 2, 5, 10, 20, 50, 100, 500, 1000, 2000, 5000, 10 000, 20 000 y 100 000 bolívares. Su tamaño estándar era de 156 mm × 69 mm y se caracterizaban por presentar en su cara la efigie de un héroe o heroína nacional, y su reverso lleva impreso motivos de la fauna local.
El 26 de noviembre de 2016 la Interpol lanza una alerta púrpura debido a una investigación acerca de cuantiosas cantidades de dinero en billetes de cien en Brasil. El 4 de diciembre de 2016 se confirmó la emisión de nuevos billetes y monedas por la inflación del país. Una semana después, el presidente de la República, Nicolás Maduro, anunció la salida de circulación del billete de 100 bolívares, explicando que se debe a "las mafias colombianas que acaparan el papel moneda de Venezuela"; en Colombia algunas personas quemaron los billetes y grabaron el acto en vídeo para luego publicarlo en las redes sociales. Para el 16 de diciembre de 2016, día en el que salió de circulación legalmente el billete de 100 bolívares, se realizaron protestas y saqueos en varios estados del país, por la falta de efectivo, incluso en ciudades en el exterior la noticia causó alarma: en Miami venezolanos lanzaron billetes de cien desde un edificio; para ese día tampoco se habían distribuido los billetes de 500, 1000, 2000, 5000, 10 000 y 20 000 bolívares ocasionando malestar en la población por no tener efectivo con el cual pagar; asimismo, los puntos de venta estaban fallando, ocasionando un grave problema para adquirir cualquier servicios y/o productos. Ese mismo día el presidente de la República, Nicolás Maduro, informó que a partir del 18 de diciembre de 2016 serían distribuidos 65 millones de billetes de 500 bolívares y 327 millones de billetes de 50 bolívares, afirmando que con esto se solventaría el problema de la escasez de efectivo. También se extendió hasta el 2 de enero de 2017 el periodo de canje de los billetes de 100 bolívares. Desde este momento el billete de cien bolívares se le ha extendido por decreto su validez de manera sucesiva:
1. El 17 de diciembre de 2016: hasta el 2 de enero de 2017.[notas 8]
2. El 29 de diciembre de 2016: hasta el 20 de enero de 2017.[notas 9][61]
3. El 15 de enero de 2017: hasta el 20 de febrero de 2017.[notas 10][63]
4. El 17 de febrero de 2017: hasta el 20 de marzo de 2017.[notas 11][65] Poco antes de anunciarse esta prórroga fueron incautados en Paraguay 30 toneladas de billetes venezolanos y sin valor alguno en dicho territorio.[66]
5. El 17 de marzo de 2017: hasta el 20 de abril de 2017.[notas 12][68]
6. El 18 de abril de 2017: hasta el 20 de mayo de 2017.[notas 13][70]
7. El 19 de mayo de 2017: hasta el 20 de julio de 2017.[notas 14][72]
8. El 19 de julio de 2017: hasta el 20 de septiembre de 2017.[notas 15][74] El billete de cien a esta fecha aún se sigue vendiendo como recuerdo en Bogotá, además del resto del cono monetario.[75]
9. El 20 de septiembre de 2017: hasta el 20 de noviembre de 2017.[notas 16][77]
10. El 20 de noviembre de 2017: hasta el 20 de enero de 2018.[notas 17][79]
11. El 18 de enero de 2018: hasta el 20 de marzo de 2018.[notas 18][81]
12. El 20 de marzo de 2018: hasta el 20 de mayo de 2018.[notas 19][83]
13. El 17 de mayo de 2018: hasta la fecha de la Reconversión Monetaria del Bolívar Soberano (4 de junio de 2018).[notas 20]
14. El 2 de junio de 2018: para el 4 de agosto de 2018.[notas 21]
15. El 25 de julio de 2018: para el 20 de agosto de 2018.[notas 22]
16. El 20 de agosto de 2018 dejaron de tener curso legal.[86][87][88]

| Denominación  | Color              | Anverso | Reverso | Entrada/salida de circulación                   |
| ------------- | ------------------ | --- | --- | ----------------------------------------------- |
| 2 Bs. F       | Azul               | Diseño con orientación vertical. En la parte inferior, retrato de Francisco de Miranda de una copia realizada por Charles Ventrillon-Horber basado en el original de Georges Rouget. Como fondo, la silueta del mapa de Venezuela con un barco de velas.              | Diseño con orientación horizontal. En el centro, sobre el campo Toninas (Inia geoffrensis) y gusano flor, sobre un fondo con los Médanos de Coro. A la derecha, zona de marcas de agua. A la izquierda, Escudo Nacional.            | 1 de enero de 2008 – 19 de agosto de 2018       |
| 5 Bs. F       | Naranja            | Diseño con orientación vertical. En la parte inferior, retrato de Pedro Camejo (Negro Primero) basado en el busto de bronce realizado en 1930 por Antonio Rodríguez del Villar localizado en el Campo de Carabobo. Como fondo, la silueta de la bandera de Venezuela. | Diseño con orientación horizontal. En el centro, sobre el campo Cachicamo Gigante (Priodontes maximus) y representación de los llanos. A la derecha, zona de marcas de agua. A la izquierda, Escudo Nacional.                       | 1 de enero de 2008 – 19 de agosto de 2018       |
| 10 Bs. F      | Terracota          | Diseño con orientación vertical. En la parte inferior, retrato del Cacique Guaicaipuro por Pedro Centeno Vallenilla. | Diseño con orientación horizontal. En el centro, sobre el campo Águila Arpía (Harpia harpyja) sobre un fondo con los saltos Ucaima y tepuyes Venado y Kurún. A la derecha, zona de marcas de agua. A la izquierda, Escudo Nacional. | 1 de enero de 2008 – 19 de agosto de 2018       |
| 20 Bs. F      | Rosado             | Diseño con orientación vertical. En la parte inferior, retrato de Luisa Cáceres de Arismendi por Emilio Jacinto Mauri hacia 1899. | Diseño con orientación horizontal. En el centro, sobre el campo Tortuga carey (Eretmochelys imbricata) sobre un fondo con la montaña Macanao. A la derecha, zona de marcas de agua. A la izquierda, Escudo Nacional.                | 1 de enero de 2008 – 19 de agosto de 2018       |
| 50 Bs. F      | Verde              | Diseño con orientación vertical. En la parte inferior, retrato de Simón Rodríguez realizada aparentemente por Juan Agustín Guerrero. | Diseño con orientación horizontal. En el centro, sobre el campo Oso frontino (Tremarctos ornatos) sobre un fondo con la laguna del Santo Cristo. A la derecha, zona de marcas de agua. A la izquierda, Escudo Nacional.             | 1 de enero de 2008 – 19 de agosto de 2018       |
| 100 Bs. F     | Marrón             | Diseño con orientación vertical. En la parte inferior, retrato de Simón Bolívar Diplomático basado en una pintura realizado en 1860 por Rita Matilde de La Peñuela (AITA).                                                                                            | Diseño con orientación horizontal. En el centro, sobre el campo Cardenalito (Carduelis cucullata) sobre un fondo con el parque nacional Waraira Repano. A la derecha, zona de marcas de agua. A la izquierda, Escudo Nacional.      | 1 de enero de 2008 – 19 de agosto de 2018       |
| 500 Bs. F     | Cian con gris      | Diseño con orientación vertical. En la parte inferior, retrato de Francisco de Miranda de una copia realizada por Charles Ventrillon-Horber basado en el original de Georges Rouget.                                                                                  | Diseño con orientación horizontal. En el centro, sobre el campo Toninas (Inia geoffrensis) y gusano flor, sobre un fondo con los Médanos de Coro. A la derecha, zona de marcas de agua. A la izquierda, Escudo Nacional.            | 16 de enero de 2017 – 19 de agosto de 2018      |
| 1000 Bs. F    | Púrpura            | Diseño con orientación vertical. En la parte inferior, retrato de Pedro Camejo (Negro Primero) basado en el busto de bronce realizado en 1930 por Antonio Rodríguez del Villar localizado en el Campo de Carabobo. Como fondo, la silueta de la bandera de Venezuela. | Diseño con orientación horizontal. En el centro, sobre el campo Cachicamo Gigante (Priodontes maximus) y representación de los llanos. A la derecha, zona de marcas de agua. A la izquierda, Escudo Nacional.                       | 3 de abril de 2017 – 3 de diciembre de 2018     |
| 2000 Bs. F    | Amarillo naranja   | Diseño con orientación vertical. En la parte inferior, retrato del Cacique Guaicaipuro por Pedro Centeno Vallenilla. | Diseño con orientación horizontal. En el centro, sobre el campo Águila Arpía (Harpia harpyja) sobre un fondo con los saltos Ucaima y tepuyes Venado y Kurún. A la derecha, zona de marcas de agua. A la izquierda, Escudo Nacional. | 16 de enero de 2017 - 3 de diciembre de 2018    |
| 5000 Bs. F    | Verde Agua- marino | Diseño con orientación vertical. En la parte inferior, retrato de Luisa Cáceres de Arismendi por Emilio Jacinto Mauri hacia 1899. | Diseño con orientación horizontal. En el centro, sobre el campo Tortuga carey (Eretmochelys imbricata) sobre un fondo con la montaña Macanao. A la derecha, zona de marcas de agua. A la izquierda, Escudo Nacional.                | 16 de enero de 2017 - 3 de diciembre de 2018    |
| 10 000 Bs. F  | Azul Agua- marina  | Diseño con orientación vertical. En la parte inferior, retrato de Simón Rodríguez realizada aparentemente por Juan Agustín Guerrero. | Diseño con orientación horizontal. En el centro, sobre el campo Oso frontino (Tremarctos ornatos) sobre un fondo con la laguna del Santo Cristo. A la derecha, zona de marcas de agua. A la izquierda, Escudo Nacional.             | 16 de enero de 2017 - 3 de diciembre de 2018    |
| 20 000 Bs. F  | Rojo               | Diseño con orientación vertical. En la parte inferior, retrato de Simón Bolívar Diplomático basado en una pintura realizado en 1860 por Rita Matilde de La Peñuela (AITA).                                                                                            | Diseño con orientación horizontal. En el centro, sobre el campo Cardenalito (Carduelis cucullata) sobre un fondo con el parque nacional Waraira Repano. A la derecha, zona de marcas de agua. A la izquierda, Escudo Nacional.      | 16 de enero de 2017 - 3 de diciembre de 2018    |
| 100 000 Bs. F | Dorado             | Diseño con orientación vertical. En la parte inferior, retrato de Simón Bolívar Diplomático basado en una pintura realizado en 1860 por Rita Matilde de La Peñuela (AITA).                                                                                            | Diseño con orientación horizontal. En el centro, sobre el campo Cardenalito (Carduelis cucullata) sobre un fondo con el parque nacional Waraira Repano. A la derecha, zona de marcas de agua. A la izquierda, Escudo Nacional.      | 2 de noviembre de 2017 - 3 de diciembre de 2018 |

El cono monetario denominado bolívar fuerte dejó de ser de curso legal el 3 de diciembre de 2018.

### Monedas
Las monedas del bolívar fuerte son de forma circular y en el anverso muestran la denominación de la moneda, las 8 estrellas de la bandera venezolana, ondas en representación de las franjas de la bandera nacional, ceca de la Casa de la Moneda de Venezuela, y en el reverso el escudo nacional y el nombre del país emisor, excepto la moneda de un bolívar que en el anverso tiene la efigie del Simón Bolívar de  Albert Desiré Barre, mientras el reverso muestra la denominación de la moneda, el escudo nacional y la inscripción «República Bolivariana de Venezuela».
| Denominación | Características                                                                             | Diámetro | Anverso | Reverso | Entrada/salida de circulación                  |
| ------------ | ------------------------------------------------------------------------------------------- | -------- | --- | --- | ---------------------------------------------- |
| 1 céntimo    | Metal: Cobre Borde: estriado                                                                | 15 mm    | Denominación de la moneda, las 8 estrellas y las ondas en representación de las franjas de la bandera nacional | Escudo nacional y el país emisor | 1 de enero de 2008 – 20 de agosto de 2018      |
| 1 céntimo    | Metal: Cobre Borde: estriado                                                                | 15 mm    | | | 1 de enero de 2008 – 20 de agosto de 2018      |
| 5 céntimos   | Metal: Cobre Borde: liso                                                                    | 17 mm    | Denominación de la moneda, las 8 estrellas y las ondas en representación de las franjas de la bandera nacional | Escudo nacional y el país emisor | 1 de enero de 2008 – 20 de agosto de 2018      |
| 5 céntimos   | Metal: Cobre Borde: liso                                                                    | 17 mm    | | | 1 de enero de 2008 – 20 de agosto de 2018      |
| 10 céntimos  | Metal: Níquel Borde: estriado                                                               | 18 mm    | Denominación de la moneda, las 8 estrellas y las ondas en representación de las franjas de la bandera nacional | Escudo nacional y el país emisor | 1 de enero de 2008 – 20 de agosto de 2018      |
| 10 céntimos  | Metal: Níquel Borde: estriado                                                               | 18 mm    | | | 1 de enero de 2008 – 20 de agosto de 2018      |
| 12½ céntimos | Metal: Níquel Borde: liso                                                                   | 23 mm    | Denominación de la moneda, las 8 estrellas de la bandera nacional y dos palmas                                 | Escudo nacional y el país emisor | 1 de enero de 2008 – 20 de agosto de 2018      |
| 12½ céntimos | Metal: Níquel Borde: liso                                                                   | 23 mm    | | | 1 de enero de 2008 – 20 de agosto de 2018      |
| 25 céntimos  | Metal: Níquel Borde: liso                                                                   | 20 mm    | Denominación de la moneda, las 8 estrellas y las ondas en representación de las franjas de la bandera nacional | Escudo nacional y el país emisor | 1 de enero de 2008 – 20 de agosto de 2018      |
| 25 céntimos  | Metal: Níquel Borde: liso                                                                   | 20 mm    | | | 1 de enero de 2008 – 20 de agosto de 2018      |
| 50 céntimos  | Metal: Níquel Borde: liso y estriado                                                        | 22 mm    | Denominación de la moneda, las 8 estrellas y las ondas en representación de las franjas de la bandera nacional | Escudo nacional y el país emisor | 1 de enero de 2008 – 20 de agosto de 2018      |
| 50 céntimos  | Metal: Níquel Borde: liso y estriado                                                        | 22 mm    | | | 1 de enero de 2008 – 20 de agosto de 2018      |
| 1 Bs.        | Metal: Níquel en el centro, latón en el canto Borde: liso con letras en bajorrelieve "BCV1" | 24 mm    | Efigie de Simón Bolívar, ondas en representación de las franjas de la bandera nacional                         | Denominación de la moneda, las 8 estrellas, ondas en representación de las franjas de la bandera nacional, escudo nacional y el país emisor. | 1 de enero de 2008 – 20 de agosto de 2018      |
| 1 Bs.        | Metal: Níquel en el centro, latón en el canto Borde: liso con letras en bajorrelieve "BCV1" | 24 mm    | | | 1 de enero de 2008 – 20 de agosto de 2018      |
| 10 Bs.       | Metal: Níquel Borde: ranurado                                                               | 21,5 mm  | Efigie de Simón Bolívar, ondas en representación de las franjas de la bandera nacional, ocho estrellas         | Denominación de la moneda, ondas en representación de las franjas de la bandera nacional, escudo nacional y el país emisor.                  | 14 de mayo de 2017 – 20 de agosto de 2018      |
| 10 Bs.       | Metal: Níquel Borde: ranurado                                                               | 21,5 mm  | | | 14 de mayo de 2017 – 20 de agosto de 2018      |
| 50 Bs.       | Metal: Níquel Borde: liso                                                                   | 23,5 mm  | Efigie de Simón Bolívar, ondas en representación de las franjas de la bandera nacional, ocho estrellas         | Denominación de la moneda, ondas en representación de las franjas de la bandera nacional, escudo nacional y el país emisor.                  | 28 de diciembre de 2016 – 20 de agosto de 2018 |
| 50 Bs.       | Metal: Níquel Borde: liso                                                                   | 23,5 mm  | | | 28 de diciembre de 2016 – 20 de agosto de 2018 |
| 100 Bs.      | Metal: Níquel Borde: ranurado discontinuo                                                   | 25,5 mm  | Efigie de Simón Bolívar, ondas en representación de las franjas de la bandera nacional, ocho estrellas         | Denominación de la moneda, ondas en representación de las franjas de la bandera nacional, escudo nacional y el país emisor.                  | 17 de marzo de 2017 – 20 de agosto de 2018     |
| 100 Bs.      | Metal: Níquel Borde: ranurado discontinuo                                                   | 25,5 mm  | | | 17 de marzo de 2017 – 20 de agosto de 2018     |

## Bolívar soberano (VES; 2018-2021)

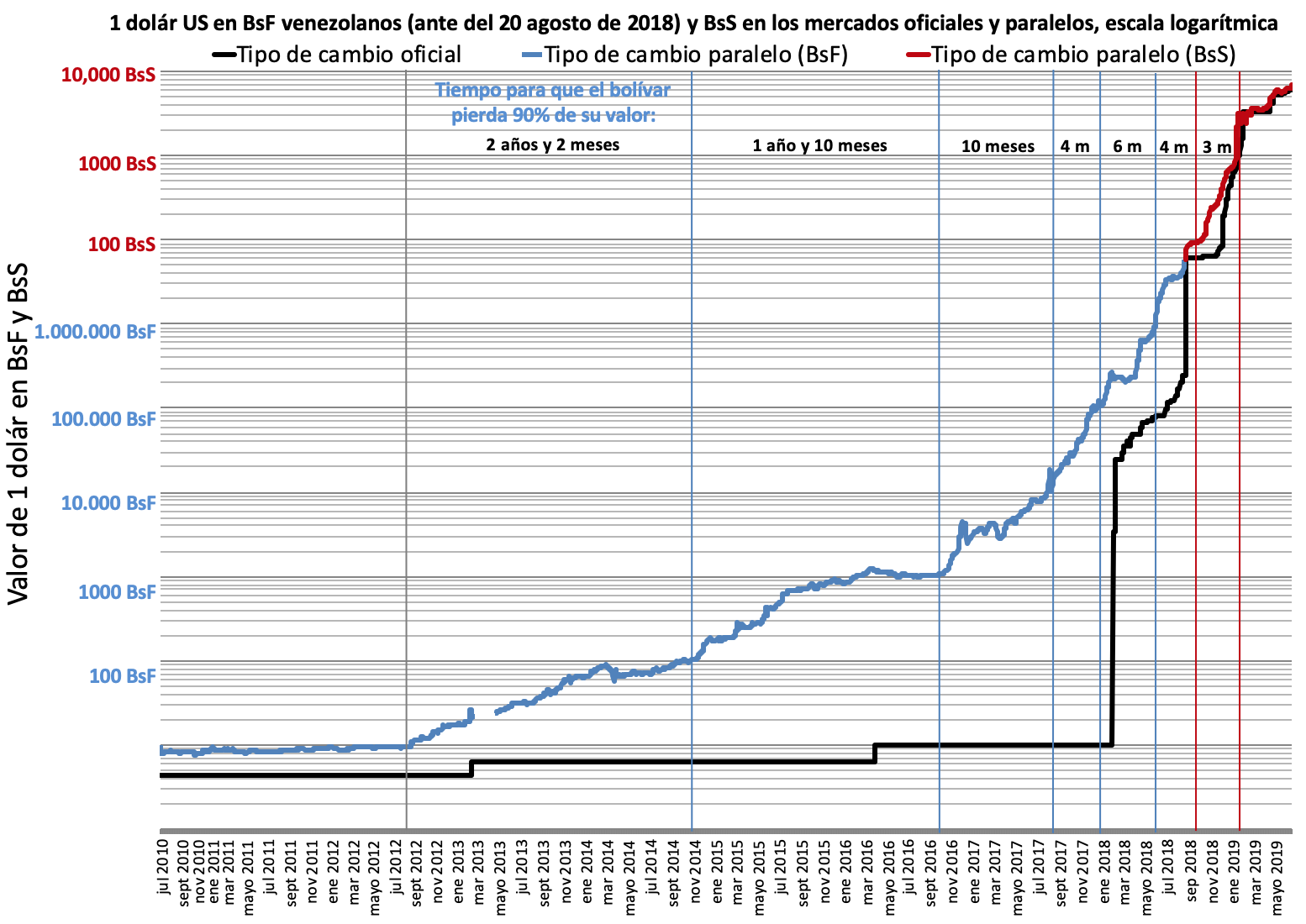
Un gráfico, con una escala logarítmica, que muestra los efectos de la inflación en la moneda. Se muestra el valor del dólar estadounidense respecto a bolívares fuertes (antes del 20 de agosto de 2018) y bolívares soberanos en el mercado paralelo. Las líneas verticales representan cada ocasión en que la moneda perdió el 90% del valor.

El 22 de marzo de 2018, el ejecutivo nacional anunció previamente una reconversión monetaria para eliminar tres ceros a la moneda nacional, mediante publicación en la gaceta oficial n.º 41366, posteriormente serían eliminados cinco ceros, enmarcada en el Decreto n.º 3.239 de Estado Excepción y de Emergencia Económica, por la cual la nueva moneda se denominará: bolívar soberano  y se podía abreviar con el símbolo Bs.S , y su tasa de conversión sería de 1000 VEF igual a 1 bolívar soberano. En su Disposición Transitoria, según el Decreto, establece que el BCV queda facultado de ordenar, mediante Resolución, hasta qué fecha se utilizará la nueva denominación.
Este nuevo cono monetario se tenía previsto que entrara en circulación el 4 de junio del 2018. Sin embargo, el Poder Ejecutivo reunido con la Asociación Bancaria, y a petición de esta última, acordaron prorrogar por sesenta (60) días la entrada en vigencia, por lo que la nueva fecha quedó programada para el día 4 de agosto de 2018.[cita requerida]
El 25 de julio de 2018 se pospone nuevamente la aplicación de la reconversión monetaria para el 20 de agosto de 2018, a raíz de la hiperinflación existente en el país que se proyecta al menos una tasa de 1 000 000 % para finales de 2018, y por ello fue cambiada ahora con la reducción de cinco ceros, siendo la nueva tasa de conversión 100 000 VEF igual a 1 VES, quedando además la nueva moneda "anclada al Petro". El Decreto n.º 3.554, fechado el 25 de julio y publicado en Gaceta Oficial N.° 41.446 del mismo día, específica legalmente la nueva fecha de entrada del próximo cono monetario con exactamente las mismas condiciones del Decreto n.º 3.332, y con la consecuente Resolución 18-03-01 del BCV. El 14 de agosto de 2018 la Resolución 18-03-01 quedó derogada por medio de la Resolución 18-07-02, Gaceta Oficial n.º 41.460, con nuevas normas de reconversión monetaria (redondeo de decimales y coexistencia parcial de ambos conos monetarios). El costo estimado de esta reconversión monetaria a Bolívar Soberano es de 300 millones de US$.
El 20 de agosto de 2018 finalmente fue implementada la reconversión quitando cinco ceros,
El bolívar (Bs.) se identifica con el código ISO VEF mientras que el bolívar soberano (Bs. S) fue identificado con el nuevo código ISO VES. También le fue asignado el código numérico 928 por medio de la Enmienda número 166 de la norma ISO 4217 emitida por la Asociación Suiza para la Normalización; en el sistema operativo Windows 10 el cambio de moneda fue recibido en la actualización acumulativa KB4462933.
El 15 de febrero de 2019 el BCV anunció mediante Resolución n.º 19-02-01 la vuelta al uso de la denominación "bolívares" y su abreviatura normal "Bs.".
El 29 de agosto de 2019 se restablece la libre convertibilidad de la moneda en todo el territorio nacional de acuerdo a la Gaceta Oficial Extraordinaria 6.405 del Convenio Cambiario Número Uno, para lo cual es el Banco Central será quien regula y administra el nuevo Sistema de Mercado Cambiario permitiendo que la moneda norteamericana fluctué de acuerdo a la oferta y la demanda, dando por finalizada un periodo oscuro de casi dos décadas en las finanzas de Venezuela
El 9 de diciembre de 2019, el bolívar soberano se convierte en la moneda más devaluada del mundo superando al rial iraní; mientras la última se cambiaba a 42.105 riales por dólar estadounidense, el bolívar se canjeaba a una tasa de 43.597 por dólar.[cita requerida]
En octubre de 2020 el bolívar perdió su valor a causa del aumento descontrolado de la liquidez monetaria, el deterioro de la producción nacional de petróleo y el exceso de las importaciones que originó una hiperinflación, el Banco Central reconoció la inutilidad del cono monetario y los billetes de 10 000 salieron de circulación del público en enero de 2021 y estaban circulando solo los billetes 20 000 y 50 000. En marzo de 2021 entran en circulación tres nuevos billetes de 200 000, 500 000 y 1 000 000 de bolívares, mientras que las demás monedas y billetes han dejado de circular.
Las equivalencias entre el cono actual y el anterior son las siguientes:
| VEF          | VES             |
| ------------ | --------------- |
| 1 céntimo    | sin equivalente |
| 5 céntimos   | sin equivalente |
| 10 céntimos  | sin equivalente |
| 12½ céntimos | sin equivalente |
| 25 céntimos  | sin equivalente |
| 50 céntimos  | sin equivalente |
| 1 Bs.F       | sin equivalente |
| 10 Bs.F      | sin equivalente |
| 50 Bs.F      | sin equivalente |
| 100 Bs.F     | sin equivalente |

| VEF                                              | VES                                        |
| ------------------------------------------------ | ------------------------------------------ |
| 2 Bs.F                                           | sin equivalente                            |
| 5 Bs.F                                           | sin equivalente                            |
| 10 Bs.F                                          | sin equivalente                            |
| 20 Bs.F                                          | sin equivalente                            |
| 50 Bs.F                                          | sin equivalente                            |
| 100 Bs.F                                         | sin equivalente                            |
| 500 Bs.F                                         | sin equivalente                            |
| 1000 Bs.F                                        | sin equivalente 0.01                       |
| 2000 Bs.F                                        | sin equivalente 0.02                       |
| 5000 Bs.F                                        | sin equivalente 0.05                       |
| 10 000 Bs.F                                      | sin equivalente 0.10                       |
| 20 000 Bs.F                                      | sin equivalente 0.20                       |
| 50 000 Bs.F                                      | sin equivalente (solo en moneda) 0.50 Bs.S |
| 100 000 Bs.F                                     | sin equivalente (solo en moneda) 1 Bs.S    |
| sin equivalente 200 000 Bs.F                     | 2 Bs.S                                     |
| sin equivalente 500 000 Bs.F                     | 5 Bs.S                                     |
| sin equivalente 1 000 000 Bs.F                   | 10 Bs.S                                    |
| sin equivalente 2 000 000 Bs.F                   | 20 Bs.S                                    |
| sin equivalente 5 000 000 Bs.F                   | 50 Bs.S                                    |
| sin equivalente 10 000 000 Bs.F                  | 100 Bs.S                                   |
| sin equivalente 20 000 000 Bs.F                  | 200 Bs.S                                   |
| sin equivalente 50 000 000 Bs.F                  | 500 Bs.S                                   |
| sin equivalente 1 000 000 Bs.F                   | 10 000 Bs.S                                |
| sin equivalente 2 000 000 Bs.F                   | 20 000 Bs.S                                |
| sin equivalente 5 000 000 Bs.F                   | 50 000 Bs.S                                |
| sin equivalente 20 000 000 Bs.F                  | 200 000 Bs.S                               |
| sin equivalente 50 000 000 Bs.F                  | 500 000 Bs.S                               |
| sin equivalente 100 000 000 Bs.F sin equivalente | 1 000 000 Bs.S                             |

### Billetes
| Denominación | Color predominante                 | Anverso               | Reverso                                                         | Fecha de circulación                            |
| ------------ | ---------------------------------- | --------------------- | --------------------------------------------------------------- | ----------------------------------------------- |
| 2 Bs. S      | Verde claro con celeste            | Josefa Camejo         | Cotorra cabeciamarilla Parque nacional Morrocoy (sic)           | 20 de agosto de 2018 - 30 de septiembre de 2021 |
| 5 Bs. S      | Naranja - Morado                   | José Félix Ribas      | Sapito rayado Parque nacional Henri Pittier                     | 20 de agosto de 2018 - 30 de septiembre de 2021 |
| 10 Bs. S     | Morado - Naranja                   | Rafael Urdaneta       | Oso palmero Parque nacional Ciénagas del Catatumbo              | 20 de agosto de 2018 - 30 de septiembre de 2021 |
| 20 Bs. S     | Azul - Azul Claro - Blanco         | Simón Rodríguez       | Jaguar Parque nacional Waraira Repano                           | 20 de agosto de 2018 - 30 de septiembre de 2021 |
| 50 Bs. S     | Marrón con tonos naranja y rosado. | Antonio José de Sucre | Cunaguaro Parque nacional Península de Paria                    | 20 de agosto de 2018 - 30 de septiembre de 2021 |
| 100 Bs. S    | Morado - Verde                     | Ezequiel Zamora       | Mono araña del norte Parque nacional Guatopo                    | 20 de agosto de 2018 - 30 de septiembre de 2021 |
| 200 Bs. S    | Cian con gris - Morado             | Francisco de Miranda  | Guacamaya verde Parque nacional Waraira Repano                  | 20 de agosto de 2018 - 30 de septiembre de 2021 |
| 500 Bs. S    | Dorado                             | Simón Bolívar         | Turpial Parque nacional Macarao                                 | 20 de agosto de 2018 - 30 de septiembre de 2021 |
| Bs. 10 000   | Cian                               | Simón Bolívar         | Mausoleo del Libertador Simón Bolívar del Panteón Nacional      | 13 de junio de 2019 - 25 de septiembre de 2024  |
| Bs. 20 000   | Verde                              | Simón Bolívar         | Mausoleo del Libertador Simón Bolívar del Panteón Nacional      | 13 de junio de 2019 - 25 de septiembre de 2024  |
| Bs. 50 000   | Naranja                            | Simón Bolívar         | Mausoleo del Libertador Simón Bolívar del Panteón Nacional      | 13 de junio de 2019 - 25 de septiembre de 2024  |
| Bs. 200 000  | Gris                               | Simón Bolívar         | Mausoleo del Libertador Simón Bolívar del Panteón Nacional      | 8 de marzo de 2021 - 25 de septiembre de 2024   |
| Bs. 500 000  | Violeta                            | Simón Bolívar         | Mausoleo del Libertador Simón Bolívar del Panteón Nacional      | 8 de marzo de 2021                              |
| Bs. 1 000    | Azul claro y crema                 | Simón Bolívar         | imagen conmemorativa del Bicentenario de la Batalla de Carabobo | 8 de marzo de 2021                              |

### Monedas
| Denominación | Características                                                      | Diámetro | Anverso | Reverso                                                                                    | Entrada y salida de circulación                 |
| ------------ | -------------------------------------------------------------------- | -------- | --- | ------------------------------------------------------------------------------------------ | ----------------------------------------------- |
| 50 céntimos  | Metal: Níquel Borde: estriado                                        | 22 mm    | Denominación de la moneda, país emisor, año, escudo y las ondas en representación de las franjas de la bandera nacional | Perfil de Simón Bolívar circundado por 8 estrellas y las palabras "Bolívar" y "Libertador" | 20 de agosto de 2018 - 30 de septiembre de 2021 |
| 1 bolívar    | Metal: Níquel y bronce Borde: liso con letras en bajorrelieve "BCV1" | 24 mm    | Denominación de la moneda, país emisor, año, escudo y las ondas en representación de las franjas de la bandera nacional | Perfil de Simón Bolívar circundado por 8 estrellas y las palabras "Bolívar" y "Libertador" | 20 de agosto de 2018 - 30 de septiembre de 2021 |

|                                  |
| Moneda de 50 céntimos (anverso). |

|                                  |
| Moneda de 50 céntimos (reverso). |

|                                 |
| Moneda de un bolívar (anverso). |

|                                 |
| Moneda de un bolívar (reverso). |

## Bolívar digital (VED; 2021-presente)
El bolívar digital es la nueva expresión monetaria que fue anunciada el 5 de agosto de 2021 por el Banco Central de Venezuela (BCV) en la Gaceta Oficial N.º 42.185, publicando el Decreto N.º 4.553, que oficializa el nuevo cono monetario, entrando en vigencia a partir del 1 de octubre el bolívar digital, un nuevo cono monetario al eliminarse seis ceros al sistema actual.
Desde el 1 de octubre de 2021 entró en vigencia la Nueva Expresión Monetaria  anunciada conjuntamente por el Ejecutivo Nacional y el Banco Central de Venezuela, la cual consiste en la división entre un millón (1 000 000) de la escala monetaria anterior, con la finalidad de simplificar las transacciones, sistemas de cómputos y registros contables.
Con la Nueva Expresión Monetaria circula progresivamente una nueva familia de especímenes (Bs. 100, Bs. 50, Bs. 20, Bs. 10, Bs. 5, Bs. 1, Bs. 0,50 y Bs. 0,25) que coexiste con el cono monetario anterior.
El 16 de agosto de 2024 el Banco Central de Venezuela anunció la ampliación de cono monetario con el lanzamiento de billetes de 200 y 500 bolívares, que fueron puestos en circulación a fines del mismo año.

### Billetes
| Denominación | Color         | Anverso                   | Reverso                                                      | Fecha de circulación |
| ------------ | ------------- | ------------------------- | ------------------------------------------------------------ | -------------------- |
| Bs. 5        | Marrón        | Simón Bolívar             | Arco de Triunfo - Batalla de Carabobo                        | 1 de octubre de 2021 |
| Bs. 10       | Violeta       | Simón Bolívar             | Arco de Triunfo - Batalla de Carabobo                        | 1 de octubre de 2021 |
| Bs. 20       | Naranja       | Simón Bolívar             | Arco de Triunfo - Batalla de Carabobo                        | 1 de octubre de 2021 |
| Bs. 50       | Verde         | Simón Bolívar             | Arco de Triunfo - Batalla de Carabobo                        | 1 de octubre de 2021 |
| Bs. 100      | Magenta       | Simón Bolívar             | Arco de Triunfo - Batalla de Carabobo                        | 1 de octubre de 2021 |
| Bs. 200      | Violeta/sepia | Trilogía de Simón Bolívar | Puente Rafael Urdaneta - Combate naval del Lago de Maracaibo | 2024                 |
| Bs. 500      | Verde/sepia   | Trilogía de Simón Bolívar | Puente Rafael Urdaneta - Combate naval del Lago de Maracaibo | 2024                 |

Anverso: Marca de agua con la imagen de Simón Bolívar y electrotipo con el texto BCV.
Reverso: Imagen alusiva a los 200 años de la Batalla de Carabobo con tramas de líneas muy finas.

### Monedas
| Denominación | Canto       | Características                                                        | Anverso | Reverso | Fecha de circulación |
| ------------ | ----------- | ---------------------------------------------------------------------- | --- | --- | -------------------- |
| Bs. 0,25     | Estriado    | Material: AC-NI Diámetro: 21,4 mm Espesor: 1,47 mm Peso aprox.: 3,5 gr | Nueva imagen de Simón Bolívar, acompañado de 4 estrellas de lado derecho y 4 estrellas de lado izquierdo para completar las 8 estrellas de la bandera de la RBV, con el texto "BOLÍVAR" en la parte superior de la moneda y el texto "LIBERTADOR" en la parte inferior de la moneda y la ceca de CMV abajo de lado izquierdo del prócer. | La denominación de la moneda centrada, acompañada atrás de la misma, de 4 líneas onduladas decorativas, alrededor de la denominación el texto del país emisor "REPÚBLICA BOLIVARIANA DE VENEZUELA" con el año de emisión de la moneda. | 1 de octubre de 2021 |
| Bs. 0,50     | Discontinuo | Material: AC-NI Diámetro: 23,4 mm Espesor: 1,80 mm Peso aprox.: 5,3 gr | Nueva imagen de Simón Bolívar, acompañado de 4 estrellas de lado derecho y 4 estrellas de lado izquierdo para completar las 8 estrellas de la bandera de la RBV, con el texto "BOLÍVAR" en la parte superior de la moneda y el texto "LIBERTADOR" en la parte inferior de la moneda y la ceca de CMV abajo de lado izquierdo del prócer. | La denominación de la moneda centrada, acompañada atrás de la misma, de 4 líneas onduladas decorativas, alrededor de la denominación el texto del país emisor "REPÚBLICA BOLIVARIANA DE VENEZUELA" con el año de emisión de la moneda. | 1 de octubre de 2021 |
| Bs. 1        | Liso        | Material: AC-NI Diámetro: 25,4 mm Espesor: 1,85 mm Peso aprox.: 6,5 gr | Nueva imagen de Simón Bolívar, acompañado de 4 estrellas de lado derecho y 4 estrellas de lado izquierdo para completar las 8 estrellas de la bandera de la RBV, con el texto "BOLÍVAR" en la parte superior de la moneda y el texto "LIBERTADOR" en la parte inferior de la moneda y la ceca de CMV abajo de lado izquierdo del prócer. | La denominación de la moneda centrada, acompañada atrás de la misma, de 4 líneas onduladas decorativas, alrededor de la denominación el texto del país emisor "REPÚBLICA BOLIVARIANA DE VENEZUELA" con el año de emisión de la moneda. | 1 de octubre de 2021 |

## Tasa de cambio
La tasa de cambio paralela existe en todos los países como efecto de libre competencia a las instituciones bancarias oficiales y toman exageradas diferencias cuando la economía inestable de un país fija un tipo de cambio.
Las exportaciones de petróleo venezolano constituye el 95% de los ingresos de divisas al país, y el resto lo constituyen las exportaciones de los minerales como hierro, aluminio, oro, diamante, bauxita, mármol entre otras cacao, café, mango, químicos, materias primas las cuales son vendidas usando divisas libremente convertibles y que conforman para Venezuela una canasta de monedas. Son estos, entonces, los cambios oficiales que publica al día anterior el Banco Central de Venezuela en su página web oficial: "Tasas Informativas del Sistema Bancario".
| Tasa oficial del BCV (13 de agosto de 2025) | Tasa oficial del BCV (13 de agosto de 2025) | Tasa oficial del BCV (13 de agosto de 2025) |
| País/comunidad                              | Divisa                                      | VED                                         |
| ------------------------------------------- | ------------------------------------------- | ------------------------------------------- |
| Unión Europea                               | Euro (€)                                    | 157,53                                      |
| China                                       | Yuan (¥)                                    | 18,74                                       |
| Turquía                                     | Lira (₺)                                    | 3,30                                        |
| Rusia                                       | Rublo (₽)                                   | 1,68                                        |
| Estados Unidos                              | Dólar ($)                                   | 134,48                                      |

La moneda, al igual que en otros países, le han sido eliminado ceros a causa de la reconversión así como también ha sufrido cambios de nombres en su unidad monetaria:
- 2008, tres ceros.[124] (bolívar fuerte)
- 2018, cinco ceros.[124] (bolívar soberano)
- 2021, seis ceros.[125] (bolívar digital)